# Lia Neal
Lia Neal (Brooklyn, 13 de fevereiro de 1995) é um nadadora norte-americana que competiu nos Jogos de Londres 2012 e Rio 2016, conquistando duas medalhas.

## Carreira
Neal conquistou uma medalha de bronze nos Jogos Olímpicos de 2012 competindo no revezamento 4x100 m livre, com suas compatriotas Missy Franklin, Jessica Hardy e Allison Schmitt. Na prova, a equipe da Austrália conquistou o ouro e bateu o recorde olímpico do revezamento, com o tempo de 3 minutos, 33 segundos e 15 centésimos.